# Bæltepladen fra Langstrup
Bæltepladen fra Langstrup er en bælteplade med den diameter på 28 cm, der blev båret af en kvinde i bæltet foran på underlivet. Den er af bronze og er fra ca. 1400 f.Kr. Den blev fundet i 1879 i en mose ved Langstrup i Nordsjælland. Den er det ene af motiverne på de danske 200-kronesedler, der kom i omløb den 19. oktober 2010. Bæltepladen er i dag på Nationalmuseet i København.

## Galleri
- Detalje
- Detalje
- Detalje
- Detalje

## Ekstrerne henvisninger
- Wikimedia Commons har flere filer relateret til Bæltepladen fra Langstrup

55°56′42″N 12°28′06″Ø / 55.945073°N 12.468228°Ø